# Grases
Grases es una parroquia del concejo asturiano de Villaviciosa (España). Tiene una superficie de 2,78 km² y 108 habitantes.

## Poblaciones
Forman la parroquia de Grases las siguientes poblaciones:
- La Barraca, casería: 11 habitantes
- Casquita, aldea: 16 habitantes
- Los Cuadros (casería): 2 habitantes
- Grases de Abajo (Grases), aldea: 22 habitantes
- Grases de Arriba (Grases de Riba), aldea: 11 habitantes
- La Llosa, casería: deshabitada
- Mahoxu (Maoxu), barrio: 34 habitantes
- El Mayorazo (El Mayorazu), casería: 1 habitantes
- Los Molinos, casería: 1 habitante
- La Mota, casería: 5 habitantes
- Sabudiego (Sabudiellu), casería: deshabitada
- La Venta (casería): 5 habitantes

## Etimología
Xosé Lluis García Arias, en su libro "Pueblos asturianos: el porqué de sus nombres" establece las siguientes etimologías (nunca definitivas) para Grases y las poblaciones que forman la parroquia:
- Grases: sería un antropónimo, es decir, un topónimo procedente del nombre de una persona, probablemente poseedor en su día de las tierras que conforman la población actual. García Arias propone CRASSUS.
- El Mayorazo: se refiere, según García Arias, a "la antigua institución civil según la cual una familia podía disfrutar perpetuamente de determinados bienes patrimoniales con prohibición de enajenarlos". Mayorazu proviene de una combinación del latín MAIOREM (mayor) con el sufijo -ACEUM.
- La Llosa: provendría del latín CLAUSAM (cerrada, cercada).
- La Mota: una mota (palabra de origen presumiblemente prerromano) es una pequeña elevación del terreno.
- La Venta: del participio latino del verbo VENDERE (vender) con el sentido de 'albergue', 'mesón junto al camino'.
- Sabudiego: del asturiano sabugu o xabugu (saúco): un sabugal o sabugueiru es un lugar poblado por saúcos. La palabra proviene del latín SABUCUM.

## Situación
Grases se sitúa en un amplio valle a unos 5 kilómetros de Villaviciosa, capital del concejo. 

## Patrimonio

### Iglesia de San Vicente de Grases
Lo más destacable del patrimonio artístico de la parroquia de Grases es la iglesia de San Vicente. Su planta es rectangular en la nave y cuadrada en el ábside. Tiene dos portadas adinteladas protegidas por un pórtico de madera, abiertas en los muros sur (ésta presenta en el dintel el año en que fue construida: 1769) y oeste, que datan de época moderna, y en el muro sur hay una pila bautismal a la que se accede por una puerta de arco de medio punto protegida por una reja en la que aparecen las letras griegas alfa y omega. Al parecer existió un edificio anterior, como atestiguan los restos de canecillos románicos situados bajo el alero. En el muro del pórtico oeste hay una estela romana de arenisca, descubierta en 1925 y reutilizada, en la que se lee una inscripción incompleta, que el epigrafista F. Diego Santos ha transcrito así: "[Du]lovi/o? Tabaliaeno / Luggo/ni Argan/ticaeni /haec mon(umenta) / possierunt (=posuerunt)". La interpretación más plausible entiende que los Luggoni Arganticaeni son los que ofrecen "este monumento" al dios Dulovius Tabaliaenus.

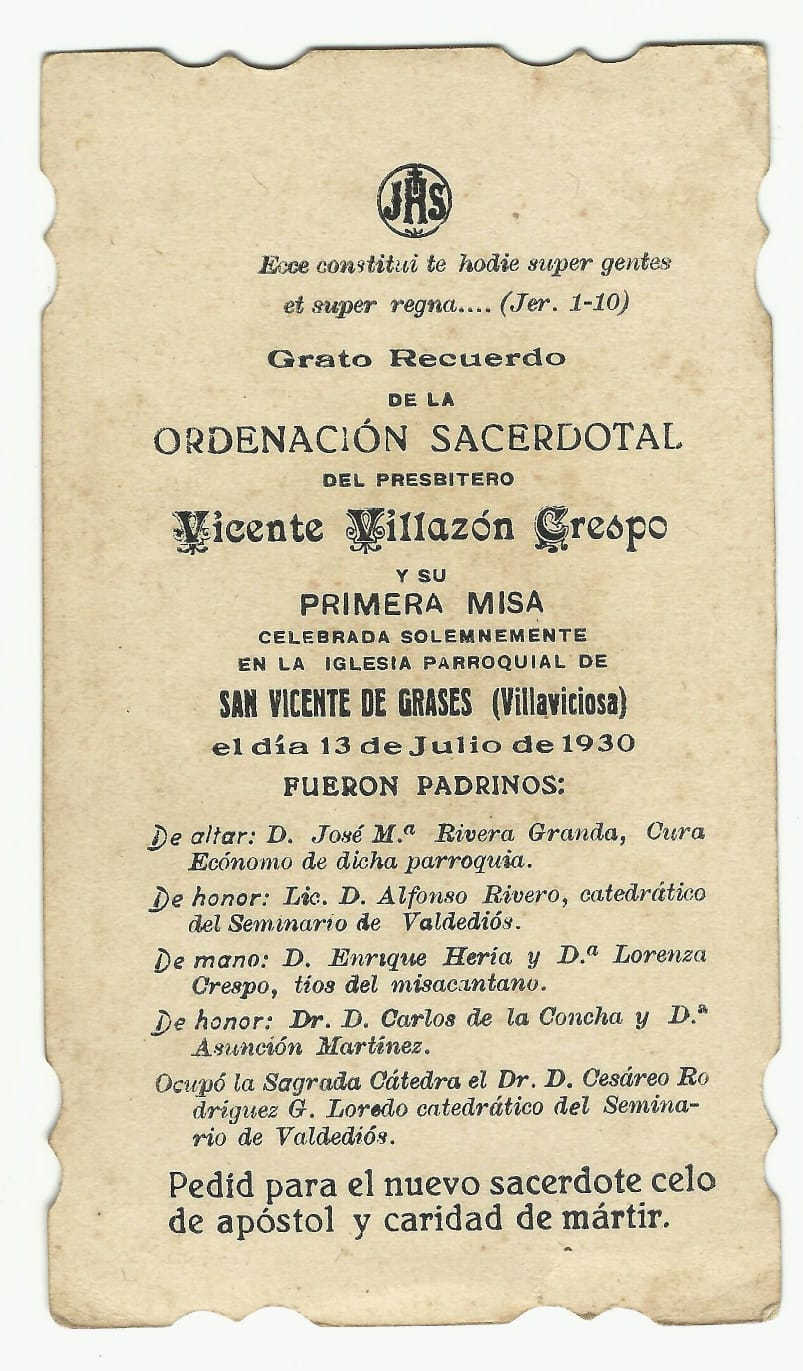

La primera mención a San Vicente aparece en la Nómina parroquial del obispo Gutierre de Toledo (1385-1386), aunque ya en el siglo X se menciona la existencia de la iglesia de "Sancte Marie de Grasses" en un falso del Liber Testamentorum, fechado en el año 921, en el que el rey Ordoño I dona dicho templo a la iglesia de Oviedo junto con varios templos y villas. Gutierre de Toledo explica:
"San Viçente de Grases húsala apresentar padrones herederos. Es abbad della Fernán Suárez, canónigo e capellán. Ha de manso seys días de bues. Los diezmos pártense en esta manera: los dos terçios lieva el dicho abbad e el terçio el capellán. Paga de procuraçión esta eglesia un quarto. Riende esta capellanía (...) mrs. e la abadía (...)."
El día 13 de julio de 1930 tuvo lugar, en esta Iglesia, la ordenación sacerdotal y primera misa del presbítero Vicente Villazón Crespo, sacerdote que años más tarde fue fusilado en el marco de la Guerra Civil Española el día 21 de octubre de 1937, en el cementerio de San Román de Sariego, a los 30 años de edad.

## Molinos
En la parroquia de Grases hay cuatro molinos: el de El Mayorazo, el de Grases, el de La Mota y el de Picu.